# Jia Kui
Jia Kui (chinesisch 賈逵 / 贾逵, Pinyin Jiǎ Kuí, * 174 im heutigen Lifen, Shanxi; † um 230), Hofname Liangdao (梁道), war ein General und Zivilbeamter der späten chinesischen Han-Dynastie und der nachfolgenden Wei-Dynastie.

## Leben
Jia Kui, der aus der heutigen Provinz Shanxi stammte, stieg unter dem Han-Kanzler Cao Cao vom Stadtpräfekten über den Gouverneur bis zum Generalsekretär des Kanzlers auf. Er erhielt einen Ehrentitel und verteidigte seine Kommandantur erfolgreich gegen einen Angriff des feindlichen Generals Lü Fan von der Wu-Dynastie.
Im Jahr 228, unter der Herrschaft des Wei-Kaisers Cao Rui, zog Jia Kui gemeinsam mit den Generälen Cao Xiu und Sima Yi gegen die Wu-Dynastie aus, um den scheinbar abtrünnigen Provinzgouverneur Zhou Fang in seinem Aufstand gegen den Wu-Kaiser Sun Quan zu unterstützen. Zhou Fangs Abfall stellte sich jedoch als Falle heraus, und nachdem Cao Xiu in der Schlacht von Shiting eine empfindliche Niederlage gegen die Armee des Wu-Generals Lu Xun erlitten hatte, musste Jia Kui seinen Feldzug abbrechen und Cao Xius Rückzug decken. 
Nach diesem Vorfall ist über Jia Kuis Leben nichts überliefert. Sein Sohn Jia Chong diente später gleichfalls als General.